# Myrmophylax
Myrmophylax (Miervogels) is een geslacht van vogels uit de familie Thamnophilidae. Het is een monotypisch geslacht, de enige soort is:
- Myrmophylax atrothorax  –  Zwartkeelmiervogel